# Nederlandse Bond voor Pensioenbelangen
De Nederlandse Bond voor Pensioenbelangen (NBP) is een Nederlandse bond opgericht in 1919 die zich inzet voor de belangen van huidige en toekomstige gepensioneerden en 'slapers'. De bond is gevestigd aan de Boerhaavelaan 40 in Zoetermeer. NBP is een onafhankelijke organisatie voor uw pensioenbelangen.
De NBP, Nederlandse Bond voor Pensioenbelangen, is opgericht op 12 mei 1919 en hij is onafhankelijk van zowel politieke stromingen als van de organisaties van werkgevers en die van werknemers. De NBP richt zich uitsluitend op het behartigen van belangen van de huidige en de toekomstige gepensioneerden. 
De NBP houdt zich bezig met alle vormen van pensioen, zoals ouderdomspensioen, nabestaandenpensioen, invaliditeitspensioen, flexibel pensioen en VUT/FPU-uitkeringen. De NBP streeft naar waardevaste pensioenen door indexatie en wil tekortkomingen in pensioenregelingen bestrijden en voorkomen.. De NBP is met 3 personen vertegenwoordigd in de Verantwoordingsorgaan van het ABP. 
De NBP werkt samen met andere belangenverenigingen voor gepensioneerden en toekomstige gepensioneerden binnen de Koepel Gepensioneerden die deel uitmaakt van de Centrale van Samenwerkende Ouderenorganisaties (CSO), een lobbygroep voor de behartiging van de belangen van ouderen bij regering en parlement over onderwerpen als de AOW, pensioenwetgeving, belasting en ziektekosten.

## Verzet benoeming bestuursvoorzitter ABP
Het NBP haalde in 2009 regelmatig het nieuws omdat de organisatie zich verzette tegen de benoeming van Harry Borghouts als bestuursvoorzitter van het ABP. Op 1 augustus 2009 werd Borghouts opgevolgd door Ed Nijpels, ook die benoeming kon rekenen op de nodige kritiek van de zijde van het NBP. 